# João Manuel, Prinț al Portugaliei
João Manuel (n. 3 iunie 1537, Évora, Alentejo Central⁠(d), Portugalia – d. 2 ianuarie 1554, Lisabona, Portugalia), infante portughez, a fost al optulea copil al regelui Ioan al III-lea al Portugaliei și al soției acestuia, Caterina de Habsburg, fiica regelui Filip I al Castiliei. 

## Biografie
În momentul nașterii João Manuel era al doilea în linia de succesiune la tron, toți frații săi mai mari au murit la naștere sau în copilărie. La vârsta de doi ani devine moștenitor al tronului, după decesul fratelui său Filip în 1539. João Manuel era el însuși un copil bolnăvicios. Se crede că aceste căsătorii succesive între casele Spaniei și Portugaliei sunt responsabile pentru sănătatea sa precară.
În 1552 s-a căsătorit cu Ioana a Spaniei, verișoara sa primară atât pe linie paternă cât și pe linie maternă, fiica mătușii paterne Isabela a Portugaliei și a unchiului matern, împăratul Carol Quintul.
João Manuel a murit la 2 ianuarie 1554, la vârsta de 16 ani, de ceea ce sursele numesc „consum”, dar putea fi tuberculoză, însă unii istorici cred că moartea lui a fost rezultatul diabetului, o boală pe care ar fi moștenit-o de la bunicul matern, Filip I.
Optsprezece zile mai târziu s-a născut fiul său, viitorul rege Sebastian I al Portugaliei.